# Кизеветтер, Джером
Джером Джулиен Кизеветтер (Jerome Julien Kiesewetter; род. 9 февраля 1993, Берлин, Германия) — американский футболист, нападающий. Выступал в сборной США.

## Клубная карьера

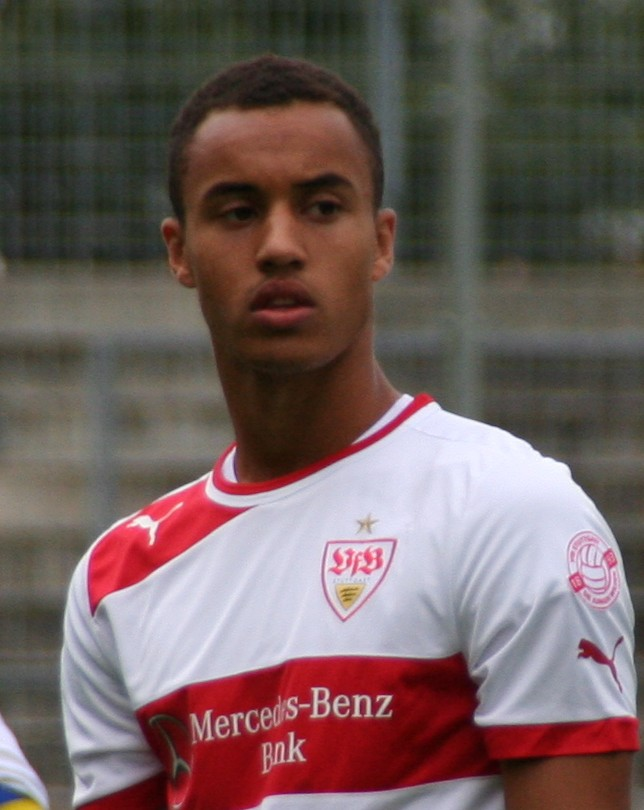
Кизеветтер в составе «Штутгарта»

Кизеветтер — воспитанник клубов «Герта» и Штутгарт. 6 марта 2015 года в матче против берлинской «Герты» он дебютировал в Бундеслиге в составе последнего, заменив во втором тайме Филипа Костича. Летом 2016 года Джером перешёл в дюссельдорфскую «Фортуну», подписав контракт на два года. 12 августа в матче против своего бывшего клуба «Штутгарта» он дебютировал во Второй Бундеслиге. В поединке против брауншвейгского «Айнтрахта» Кизеветтер забил свой первый гол за «Фортуну».
2 апреля 2019 года Кизеветтер подписал контракт с клубом Чемпионшипа ЮСЛ, второй лиги США, «Эль-Пасо Локомотив». За «Локомотив» он дебютировал 13 апреля в матче против «Финикс Райзинг». 4 мая в матче против «Колорадо-Спрингс Суитчбакс» он забил свои первые голы за «Эль-Пасо», оформив дубль. Всего в четырёх матчах мая Кизеветтер забил шесть голов, сделав ещё по дублю в матчах против «Нью-Мексико Юнайтед» 12 мая и «Сакраменто Рипаблик» 18 мая, за что был выбран игроком месяца в Чемпионшипе ЮСЛ.
18 ноября 2019 года Кизеветтер подписал контракт с клубом-новичком MLS «Интер Майами». В главной лиге США он дебютировал 15 июля 2020 года в матче Турнира MLS is Back против «Филадельфии Юнион», заменив на 68-й минуте Матиаса Пеллегрини. 12 сентября Кизеветтер был отправлен в фарм-клуб «Интера Майами» в Лиге один ЮСЛ «Форт-Лодердейл». В тот же день в матче против «Орландо Сити B» он дебютировал за «Форт-Лодейдейл», заменив на 68-й минуте Рики Лопес-Эспина. 27 сентября в матче против «Тусона» он забил свой первый гол за «Форт-Лодейдейл». По окончании сезона 2020 «Интер Майами» не продлил контракт с Кизеветтером.
14 января 2021 года Кизеветтер подписал многолетний контракт с клубом Чемпионшипа ЮСЛ «Талса». За «Талсу» он дебютировал 24 апреля в матче стартового тура сезона 2021 против «ОКС Энерджи».
13 июля 2021 года Кизеветтер был отдан в аренду клубу «Сакраменто Рипаблик» на оставшуюся часть сезона. За «Рипаблик» он дебютировал 24 июля в матче против «Ориндж Каунти». 5 августа в матче против «Такома Дифайенс» он забил свой первый гол за «Рипаблик».
25 января 2022 года «Талса» обменяла Кизеветтера «Нью-Мексико Юнайтед» на Брайана Брауна. За «Нью-Мексико Юнайтед» он дебютировал 19 марта в матче против «Эль-Пасо Локомотив», выйдя на замену в компенсированное время второго тайма. 9 июля в матче против «Рио-Гранде Валли Торос» он забил свой первый гол за «Нью-Мексико Юнайтед». По окончании сезона 2022 контракт Кизеветтера с «Нью-Мексико Юнайтед» истёк.

## Международная карьера
В 2013 году Джером принял участие в молодёжном чемпионате КОНКАКАФ, где помог команде США добраться до финала. На турнире он сыграл в матчах против команд Гаити и Коста-Рики.
31 января 2016 года в товарищеском матче против сборной Исландии Кизеветтер дебютировал за сборную США, заменив во втором тайме Гьяси Зардеса.

## Достижения
США (до 20)
- Чемпионат КОНКАКАФ среди молодёжных команд — 2013